# ジェームズ・ケーヒル
ジェームズ・フランシス・ケーヒル（James Francis Cahill、1926年8月13日 - 2014年2月14日）は、アメリカ合衆国の美術史家、キュレーター、美術コレクターである。高 居翰（こう きょかん）という中国語名を持つ。中国美術の世界的権威の一人とされる。

## 若年期と教育
ケーヒルは1926年8月13日にカリフォルニア州フォートブラッグで生まれた。2歳の時に両親が離婚し、それ以来、様々な親戚や友人とともに生活した。バークレー高校在学中に文学と音楽に興味を持った。
1943年にカリフォルニア大学バークレー校に入学した。当初は英語を専攻していたが、アメリカが第二次世界大戦に参戦したことにより、日本語を学ぶことにした。アメリカ陸軍に徴兵され、1946年から1948年まで日本と朝鮮半島で通訳を務めた。東アジア滞在中に、絵画の収集に興味を持った。1948年に大学に戻り、1950年に東洋言語の学士号を取得した。その後、ミシガン大学の大学院に入学し、マックス・レーヤーの下で美術史を学んで1952年に修士号、1958年に博士号を取得した。1954年から1955年にかけて、フルブライト・プログラムにより京都大学に留学し、島田修二郎の下で東アジア美術史を学んだ。1956年、ストックホルムの美術史家オズワルド・シレンの助手を務めた。

## キャリア

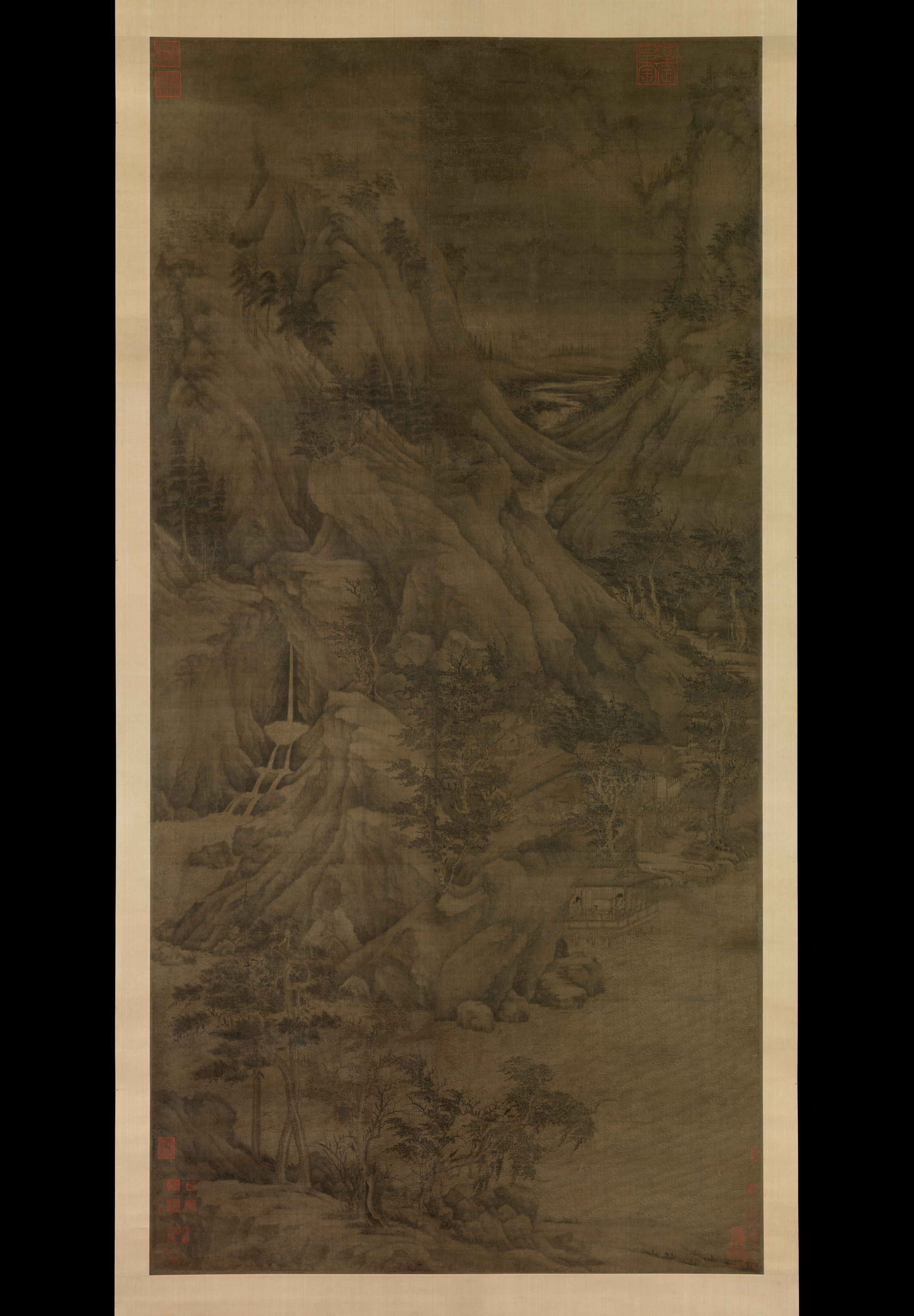
董源の作とされる『渓岸図』。ケーヒルは張大千による贋作だと主張した。

大学卒業後は、ワシントンD.C.のフリーア美術館で中国美術のキュレーターとして勤務した。1965年にカリフォルニア大学バークレー校の教員になり、1995年に定年退職した。その後、同校の名誉教授になった。
1950年代から1970年代にかけての西洋社会における中国美術への関心が低かった時代に、ケーヒルは中国絵画を研究し、それを分類する数少ない人物だった。1960年代のケーヒルの著書"Chinese Painting"（中国絵画）は、その後何十年にも渡って中国美術史の研究者や学生の必読書となった。1972年にニクソン大統領が中国を訪問した翌年には、アメリカの美術史家では初めて中国を訪問した。
1960年代の中国美術のシンポジウムで、ケーヒルは「明代の著名な画家は西洋美術の影響を受けている」という説を唱えた。この説は、当時は中国の学界から激しい非難を受けたが、その後、広く受け入れられるようになった。
1990年代、中国系アメリカ人の金融家のオスカー・タンが、10世紀の中国の画家・董源の作とされる『渓岸図』を購入してメトロポリタン美術館に寄贈した。1999年、ケーヒルは、この絵は20世紀の画家で贋作家としても知られる張大千による贋作であると主張し、美術史界に大論争が巻き起こった。ケーヒルは、筆法や印章の特徴から「宋代の画風ではない」と主張した。メトロポリタン美術館でアジア美術を担当する方聞は本物であると主張し、美術館での展示は継続された。この論争は未だに解決していない。
ケーヒルは中国と日本の美術に関する論文を多数執筆し、本を数冊発刊している。また、中国と日本の美術品のコレクターでもあり、その多くはバークレー美術館に寄贈された。東洋美術のコレクターとしては「景元斎」の名前も使用している。
2010年、美術史に対する生涯の功績を称えて、スミソニアン博物館からチャールズ・ラング・フリーア・メダルが授与された。

## 私生活
ケーヒルは生涯に2度結婚し、いずれも離婚した。最初の結婚で1男1女、2度目の結婚で2人の息子をもうけた。ピアニストのサラ・ケーヒルは娘である。6人の孫がいる。
2014年2月14日、前立腺癌により87歳で死去した。

## 日本語訳
- 『江山四季―中国元代の絵画 1279～1368年』 新藤武弘訳、明治書院、1980年
- 『江岸別意―中国明代初中期の絵画』 新藤武弘・小林宏光訳、明治書院、1987年